# Власть денег
«Власть денег, или Рабы наживы» — (фр. Les affaires sont les affaires, то есть Дела есть дела) — сатирическая комедия в трёх действиях французского прозаика, драматурга и журналиста Октава Мирбо (1903).

## Сюжет

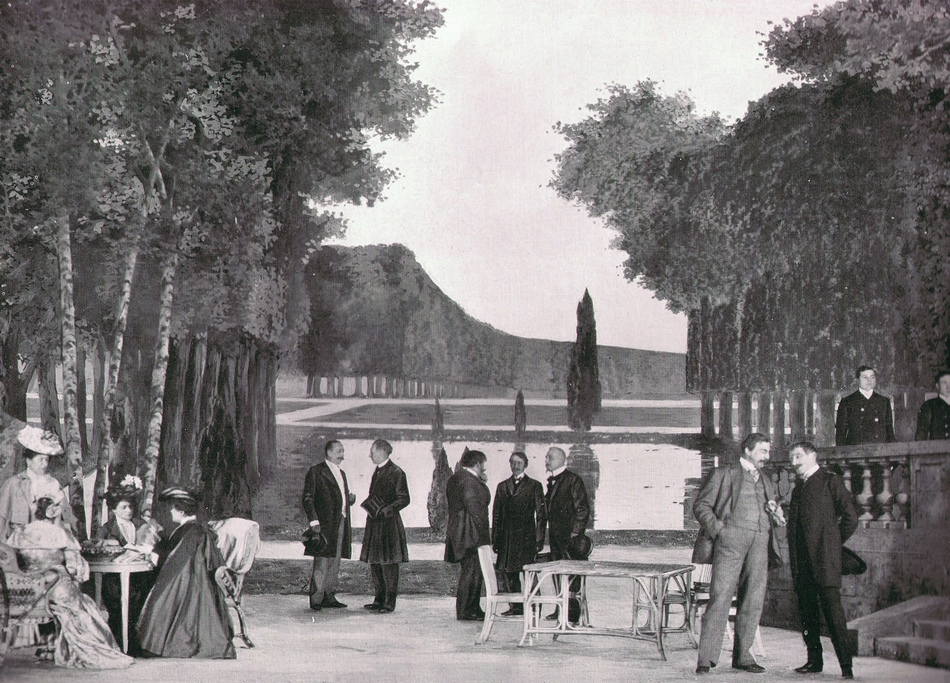
Власть денег, Comédie-Française, 1903

Комедия, отличающаяся социальным критицизмом и напряженностью сценического действия. Герой пьесы, Исидо́р Леша́ — авантюрист и делец нового пошиба.
Лев Толстой так отзывался о пьесе и её авторе: «Вот настоящее драматическое положение. Непременно выпишу её и прочту. Я высоко ставлю этого писателя. Он напоминает мне Мопассана. Это бодрый, правдивый и сильный талант, в котором чувствуется порода и настоящий „esprit gaulois“ [французский дух]».